# Władko Panajotow
Władko Todorow Panajotow, bułg. Владко Тодоров Панайотов (ur. 7 maja 1950 w Pawlikeni) – bułgarski naukowiec i wykładowca, specjalista od spraw chemii, geologii i górnictwa, deputowany do Parlamentu Europejskiego VI i VII kadencji.

## Życiorys
W 1975 uzyskał dyplom inżyniera cybernetyki w Moskwie, po czym odbył studia podyplomowe w wyższym instytucie górnictwa i geologii w Sofii (1977–1980). Od 1980 do 1990 zatrudniony jako starszy pracownik naukowy oraz zastępca dyrektora wspólnego centrum badawczo-wdrożeniowego kombinatu górniczo-przetwórczego i macierzystego instytutu. Był profesorem Akademii Górnictwa i Geologii w Sofii oraz dyrektorem szkoły wyższej z tej branży w Kyrdżali (1990–2007). W 1998 został doktorem nauk technicznych na Uniwersytecie Sofijskim im. św. Klemensa z Ochrydy, dwa lata później objął profesurę.
Został członkiem bułgarskiego związku naukowców oraz bułgarskiego związku chemików. Był m.in. członkiem komisji ds. stopni naukowych (od 2004 do 2007). Członek międzynarodowych akademii naukowych branży górniczej, autor około 150 publikacji, w tym podręczników akademickich i monografii, a także autor około 40 patentów.
W wyborach w 2007 uzyskał mandat europosła z listy Ruchu na Rzecz Praw i Wolności. Dwa lata później utrzymał miejsce w Europarlamencie. Przystąpił do frakcji Porozumienia Liberałów i Demokratów na rzecz Europy.